# Linia kolejowa nr 542
Linia kolejowa nr 542 – pierwszorzędna, zelektryfikowana, jednotorowa linia kolejowa łącząca posterunek odgałęźny Gajewniki ze stacją Zduńska Wola Karsznice.
Jest linią znaczenia państwowego i stanowi część bezkolizyjnego skrzyżowania linii kolejowej Łódź Kaliska – Tuplice i linii kolejowej Chorzów Batory – Tczew. Jest jednocześnie wylotem ze stacji Zduńska Wola Karsznice w kierunku Łasku, a w konsekwencji Łodzi.
Pierwotnie linia sięgała aż do Borszewic, jednak odcinek ten zlikwidowano w 2008 roku w trakcie przebudowy przystanku osobowego i likwidacji posterunku odgałęźnego.